# Почётное гражданство Канады
Почётное гражданство Канады (англ. Honorary Canadian citizenship, фр. Citoyenneté canadienne honoraire) — высшая награда страны, присуждаемая гражданину иностранного государства или Канады за выдающиеся достижения общечеловеческого значения.

## Решение
Решение о присвоении этого почётного титула при условии его одобрения канадским парламентом объявляет генерал-губернатор Канады. Этот символический знак отличия не связан с какими-либо привилегиями или обязанностями.

## Почётные граждане Канады
|                  |                 |                |
| Рауль Валленберг | Нельсон Мандела | Далай-лама XIV |

|            |                  |
| Ага-хан IV | Malala Yousafzai |

По хронологии вручения почётного гражданства Канады:
1. Рауль Валленберг (* 4 августа 1912 года, Стокгольм / Швеция; † неизв.), шведский дипломат, праведник мира. 
В 1985 году награждён посмертно[1].
2. Нельсон Мандела (* 18 июля 1918 года, Куну близ Умтаты /  ЮАР; † 5 декабря 2013 года, Йоханнесбург /  ЮАР), лауреат Нобелевской премии мира 1993 года. Президент Южно-Африканской Республики (1994—1999) и активист борьбы против апартеида.
В 2000 году награждён[2].
3. Далай-лама XIV (* 6 июля 1935, Тибетская деревня Такцер), лауреат Нобелевской премии мира 1989 года. Духовный лидер буддистов Тибета, Монголии, Бурятии, Тувы, Калмыкии и других регионов.
В 2006 году награждён[3].
4. Ага-хан IV (* 13 декабря 1936, Женева / Швейцария), имам исмаилитов и низаритов, духовный лидер.
В 2009 году награждён[4].
5. Малала Юсуфзай (* 12 июля 1997, Мингора / Пакистан), пакистанская правозащитница, выступающая за доступность образования для женщин во всём мире. Лауреат Нобелевской премии мира (2014). 
В 2014 году принято решение, в 2017 году награждена[5].

Имевшие ранее почётное гражданство Канады:
- Аун Сан Су Чжи (* 19 июня 1945, Янгон / Мьянма), лауреат Нобелевской премии мира 1991 года. Лидер демократической оппозиции в Мьянме (Бирме)[6].
В 2007 году награждена, а в 2018 лишена этой награды[7].

В Канаде есть также выдающиеся личности, награждённые почётным гражданством своей страны. Среди них можно выделить тех, кто вносит свой ценный вклад в укрепление канадско-российских отношений. 
- Фил Ньюттен (англ. Phil Nuytten) (* 13 августа 1941, Ванкувер) — создатель техники для освоения глубин и аварийно-спасательных операций[8][9].
- Гиллис Джеймс Макфейл из Йоркского университета в Торонто — почётный профессор  Высшей школы экономики в Москве[10].